# Reddiar
 (décembre 2024).
La mise en forme du texte ne suit pas les recommandations de Wikipédia : il faut le « wikifier ».
Les points d'amélioration suivants sont les cas les plus fréquents. Le détail des points à revoir est peut-être précisé sur la page de discussion.
- Les titres sont pré-formatés par le logiciel. Ils ne sont ni en capitales, ni en gras.
- Le texte ne doit pas être écrit en capitales (les noms de famille non plus), ni en gras, ni en italique, ni en « petit »…
- Le gras n'est utilisé que pour surligner le titre de l'article dans l'introduction, une seule fois.
- L'italique est rarement utilisé : mots en langue étrangère, titres d'œuvres, noms de bateaux, etc.
- Les citations ne sont pas en italique mais en corps de texte normal. Elles sont entourées par des guillemets français : « et ».
- Les listes à puces sont à éviter, des paragraphes rédigés étant largement préférés. Les tableaux sont à réserver à la présentation de données structurées (résultats, etc.).
- Les appels de note de bas de page (petits chiffres en exposant, introduits par l'outil «  Source ») sont à placer entre la fin de phrase et le point final[comme ça].
- Les liens internes (vers d'autres articles de Wikipédia) sont à choisir avec parcimonie. Créez des liens vers des articles approfondissant le sujet. Les termes génériques sans rapport avec le sujet sont à éviter, ainsi que les répétitions de liens vers un même terme.
- Les liens externes sont à placer uniquement dans une section « Liens externes », à la fin de l'article. Ces liens sont à choisir avec parcimonie suivant les règles définies. Si un lien sert de source à l'article, son insertion dans le texte est à faire par les notes de bas de page.
- La présentation des références doit suivre les conventions bibliographiques. Il est recommandé d'utiliser les modèles {{Ouvrage}}, {{Chapitre}}, {{Article}}, {{Lien web}} et/ou {{Bibliographie}}. Le mode d'édition visuel peut mettre en forme automatiquement les références.
- Insérer une infobox (cadre d'informations à droite) n'est pas obligatoire pour parachever la mise en page.

Pour une aide détaillée, merci de consulter Aide:Wikification.
Si vous pensez que ces points ont été résolus, vous pouvez retirer ce bandeau et améliorer la mise en forme d'un autre article.
 (décembre 2024).
Les Reddiar (également orthographié Reddiyar) sont une caste du sud de l'Inde, parlant le télougou (ou du moins d'origine télougoue), trouvée essentiellement dans le sud-est du pays, dans les actuels États et Territoires du Tamil Nadu et de Pondichéry. Ils sont historiquement une communauté de marchands et de propriétaires terriens vivants de l'agriculture. 
Les Reddiars, Reddy et Reddappa ne sont initialement qu'une seule et même caste, les Reddy, natifs de l'Andhra d'où ils se répandus à travers le sud et le centre de l'Inde. Ces divers noms correspondant à des variantes utilisées en fonction des régions dans lesquelles ils sont répartis. Reddy en Andhra Pradesh et au Telangana (en télougou : రెడ్డి), Reddiar au Tamil Nadu et à Pondichéry (en tamoul ரெட்டியார் (reṭṭiyār), Reddy suivi du suffixe ar (signe de respect)). Reddy ou Reddappa au Karnataka (en canarais ರೆಡ್ಡಪ್ಪ (reḍḍappa), Reddy suivi du suffixe appa (signe de respect)).
De nombreuses communautés Reddy ont quitté la région d'Andhra à la suite de l'essor social et politique de certaines populations télougoues au sein du royaume de Vijayanagara, sous lequel elles parviennent à exercer une forte influence dans les hautes sphères de l'État. Patronisées par les rois de Vijayanagara, et plus tard par les Naïck ou Nayaka, souverains d'anciens gouvernorats de Vijayanagara devenus indépendants, les Reddy s'installent notamment dans le nord du pays tamoul, correspondant entre-autres aux régions de Gondelour, Villupuram et Chingleput, à la recherche de terres riches à cultiver. On suppose aussi une migration bien antérieure, du moins spécifiquement dans le nord du Tamil Nadu, où des communautés Reddys/Reddiars se sont progressivement installées durant l'expansion de l'ancien royaume Reddy (en) (entre les XIVe et XVe siècles) jusqu'à la région de Kanchipuram. Ce sont les mécènes/soutiens financiers des temples locaux de la région tamoule.
Les districts suivants comptent des communautés reddiar en nombre significatif : Madras, Tiruvallur, Kanchipuram, Chengalpattu, Vellore, Thiruvannamalai, Krishnagiri, Dharmapuri, Pondichéry, Cuddalore, Villupuram, Salem, Erode, Tiruppur, Coimbatore, Karur, Perambalur, Tiruchirappalli, Dindigul et Madurai.